# Jacques Le Tanneur
Jacques Le Tanneur (6 décembre 1887 à Bordeaux - 20 janvier 1935 à Bordeaux) était un illustrateur et journaliste français.

## Vie et œuvre
Jacques Le Tanneur nait au 16 rue Huguerie dans une famille de banquiers. Sa famille paternelle, Le Tanneur de Malhère, d'ascendance bretonne, est installée à Bordeaux depuis 1820. Sa famille maternelle, Larré, a des origines basques. À l'époque de sa naissance la banque Le Tanneur, dirigée par son père et son oncle, est sise au rez-de-chaussée d'un immeuble familial, au 35 de l'actuelle place Gambetta. Elle sera déplacée au 60 cours de l'Intendance en 1914 pour devenir une succursale du Crédit Foncier d'Algérie et de Tunisie. Il restera toute sa vie attaché à la place Gambetta au sujet de laquelle il projetait avant de mourir, l'écriture un ouvrage intitulé Le cœur de Bordeaux.
Le Tanneur fait sa scolarité au collège Sainte-Marie Grand Lebrun à Caudéran. Adolescent, il souffre d'une coxalgie tuberculeuse de la hanche gauche, qui le rend boiteux à vie, l'empêchant de faire du sport. Il pratiquera cependant l'équitation.
Comme sa mère, bonne dessinatrice et petite-fille de l'architecte Joseph-Adolphe Thiac, il manifeste dès son jeune âge des dispositions pour le dessin. Il suit les cours de Pierre Bodard et fait sa première exposition en 1905, à 17 ans.
À partir de 1907 il collabore par des dessins et des articles au magazine bimensuel Le Tout Elégant illustré du Sud-Ouest. Il publiera ensuite régulièrement dans des titres locaux comme L'Ouvreuse, L'Almanach gascon, La Petite Gironde. En 1909, en compagnie de Georges de Sonneville et Henri Ducot, il organise à Bordeaux le « salon des humoristes » qui expose dans la capitale girondine Jean-Louis Forain, Francisque Poulbot, Caran d’Ache ...
Lors de la première Guerre mondiale il est dispensé d'incorporation pour raisons de santé.
En 1921 il est un des fondateurs de la Société des dessinateurs et fantaisistes bordelais.
Outre ses publications dans la presse, il illustre des livres, des catalogues, des programmes du Grand-Théâtre, dessine des affiches de corrida, des publicités, des costumes de théâtre, des modèles de vêtements, dont certains pour le couturier Paul Poiret. Son style de dessin aux traits nets entourant des aplats de couleur peut être comparé à ce que sera la «ligne claire» de Hergé.
Il préside un temps le groupe littéraire et artistique Divona, que présidera plus tard son ami Maurice Ferrus. À partir de 1924, il anime le cercle de conférences Les Jeudis littéraires, au Trianon Théâtre.
Cette année-là il entreprend une série de chroniques pour l'hebdomadaire La vie bordelaise, dont il réunira un choix dans Les heures bordelaises.
En 1926 il épouse Germaine Wortz-Hurpin.
Il a beaucoup séjourné au Pays basque dont il se fera un ambassadeur à travers nombre de ses œuvres. Après avoir régulièrement passé ses vacances, enfant, à Biarritz, il loue dès le début dès années 1920 une maison à Bidart. Puis il y fait construire la villa Pantxika-Baïta, achevée en 1929. Il collabore avec le commandant William Boissel et le peintre Philippe Veyrin, fondateurs du Musée basque de Bayonne en 1924, et a publié plusieurs fois dans le Bulletin du Musée basque. Il publiera en 1932 À l'ombre des platanes, chronique des provinces basques. « Il exécuta surtout des motifs du Pays basque », a dit de lui le Bénézit. Nombre de ses œuvres ont été reproduites sur des cartes postales, et sur de la vaisselle de la faïencerie Henriot,.
Il a été l'ami de Ramiro Arrue, Francis Jammes, Pierre Loti, Rosemonde Gérard, Edmond Rostand.
Il est mort à 47 ans, le 20 janvier 1935, au 240 rue Mandron à Bordeaux. Il est enterré au cimetière de la Chartreuse.